# Thaspium cordatum
Thaspium cordatum là một loài thực vật có hoa trong họ Hoa tán. Loài này được (Walter) Torr. & A. Gray miêu tả khoa học đầu tiên năm 1840.